# Гумбольдт, Каролина фон
Каролина фон Гумбольдт (нем. Caroline von Humboldt, урожд. Каролина Фридерика фон Дахерёден (Carolina Friederica von Dacheröden); 23 февраля 1766, Минден — 26 марта 1829, Берлин) — дочь президента судебной палаты Пруссии фрайхерра Карла Фридриха фон Дахерёдена и супруга Вильгельма фон Гумбольдта.
Каролина фон Дахерёден считалась одной из самых умных, эмансипированных женщин своего времени. Она великолепно разбиралась в древнем и классическом искусстве и составляла достойную пару своему супругу Вильгельму Гумбольдту. Она с юности дружила с Шарлоттой фон Ленгефельд, будущей супругой Фридриха Шиллера. Со своим будущим мужем Каролина познакомилась в салоне Генриетты Герц и вышла замуж за Вильгельма Гумбольдта 29 июня 1791 года. Каролина вместе с мужем жила в Париже, Вене и Риме, где их дом сразу оказался в центре внимания культурной общественности. Каролина фон Гумбольдт поддерживала в Риме связи с проживавшими там немецкими художниками, оказывала им протекцию и приобретала их работы.
Дворец Гумбольдтов Тегель в Берлине также стал своего рода литературным салоном, собиравшим великих людей, государственных деятелей, учёных и литераторов.
У Каролины и Вильгельма было 8 детей:
- Каролина (1792—1837)
- Вильгельм (1794—1803)
- Теодор (1797—1871)
- Адельхейд (1800—1856)
- Габриэль (1802—1887)
- Луиза (р. 1804)
- Густав (1806—1807)
- Герман (1809—1870)